# .pw
.pw је највиши Интернет домен државних кодова (ccTLD) за Палау.